# Jerzy Homziuk
Jerzy Piotr Homziuk (ur. 8 marca 1949 w Międzyrzecu Podlaskim) – polski lekkoatleta,  skoczek w dal i sprinter. Brat Bernarda.

## Osiągnięcia
Absolwent Akademii Wychowania Fizycznego w Warszawie. Zawodnik klubów: Huragan Międzyrzec (1967-1968), MKS-AZS Warszawa (1968-1973) i SZS-AZS Warszawa (1974). Startował na igrzyskach olimpijskich w Monachium (1972) w skoku w dal. Mistrz kraju w sztafecie 4 × 100 metrów (1973) i w skoku w dal (1972).
Pełnił funkcję trenera, m.in. w Zjednoczonych Emiratach Arabskich. Mieszka w Warszawie.

## Rekordy życiowe
- bieg na 100 metrów – 10,52 s. (1973)
- bieg na 200 metrów – 21,21 s. (1973)
- skok w dal – 7,79 m (1972) oraz 8,04 m (19 sierpnia 1972, Warszawa; 2,7 m/s[1]) – wynik osiągnięty przy zbyt sprzyjającym skoczkowi wietrze, którego prędkość przekroczyła 2,0 m/s